# Grab von Mutter und Kind
Als Grab von Mutter und Kind bezeichnet man die Überreste des Frauengrabes Nr. 27 aus der Andriuolo-Nekropole bei Paestum. Es wurde nach 350 v. Chr. angelegt. Die Grabplatten tragen die Inventarnummern 21381 bis 21384 im Archäologischen Nationalmuseum in Paestum.

## Beschreibung
Die Schmalseiten des Grabes messen 147 × 100 cm, die Langseiten 100 × 221 cm. Alle vier Platten sind mit Granatäpfeln und Girlanden geschmückt. Drei davon tragen außerdem figürliche Malerei. 
Die beiden Platten der Schmalseiten sind mit gleichartig komponierten Szenen bemalt. Auf der Ostplatte ist eine nach links schreitende Frau dargestellt, die ein Kind auf dem Arm trägt und von einer Trauernden unter einer Girlande gefolgt wird. Von dieser Figur ist nur der Kopf gut erhalten; man erkennt, dass die Trauernde sich in die Haare greift. Die Frau mit dem Kind könnte die Verstorbene darstellen. Auf der Westplatte sind zwei Frauen dargestellt, die einander gegenüberstehen und sich an die Brust schlagen. In den Giebelfeldern dieser beiden Platten befinden sich jeweils schwungvoll gemalte dreizehnblättrige Palmetten. Aus den Giebelecken schwingen sich Wellenranken in einer Art Glockenform empor. Sie sind gegabelt; aus den Gabelungen wachsen Blüten hervor.
Die nördliche Längsplatte ist mit zwei Knaben bemalt, die auf Erdhügeln rechts und links eines großen Granatapfels stehen. Sie könnten die älteren, überlebenden Geschwister darstellen, die ihre Mutter und das jüngere Geschwisterchen verloren haben. Der rechte Knabe trägt ein kurzes Hosengewand. In der ausgestreckten rechten Hand hält er eine schwarze Trinkschale, in der linken einen Kranz. Der linke Knabe trägt ein ziemlich langes Gewand, das bis unter die Knie reicht, und dazu schwarze Stiefel. Auch er hält einen Kranz, in seiner linken Hand hält er außerdem eine Platte mit Eiern, einer häufig den Toten mitgegebenen Gabe. Die herabhängenden Bänder und Girlanden sowie die Granatäpfel, mit denen diese Szenen geschmückt sind, sind im Verhältnis zu den Figuren auf den drei Seiten des Grabes sehr groß dargestellt. Auf der vierten Platte findet sich ebenfalls dieser symbolträchtige Schmuck, jedoch keine Figurenmalerei. Im Katalog zu der Ausstellung Malerei für die Ewigkeit wird den kleinen Figuren ausdrucksvolle „Verlorenheit“ bescheinigt, und der Autor fährt in seiner Schilderung des Bildprogramms dieses Grabes fort: „Die Figuren sind mit solcher Hingabe gezeichnet, dass nicht Zeitmangel und Eile dieses zurückhaltende Figurenprogramm bestimmt haben dürften, sondern der Künstler offenbar einer elegischen Stimmung Ausdruck verliehen hat.“

## Grabbeigaben
Dem Grab wurden mehrere Gefäße beigegeben. Ein rotfiguriger Lebes Gamikos des Malers von Würzburg zeigt auf der einen Seite eine nach rechts schreitende Frau im Himation mit Perlschnur und Tänie. Oben links im Hintergrund des Bildes ist ein Tympanon zu sehen, rechts eine weitere Tänie. Auf der anderen Seite ist ein stehender Silen zu sehen. Er hat den rechten Fuß auf einen Felsen gestützt. In der linken Hand hält er einen Thyrsosstab und einen Kranz, in der rechten eine Perlenkette. Die Schulter des Gefäßes ist mit einem schwarz gefirnissten Zungenstab, die des Deckels mit schwarz gefirnissten Palmetten geschmückt. Den Rand schmückt ein ausgespartes Wellenband. Das Gefäß ist mit Deckel 21,5 cm hoch. Es trägt die Inventarnummer 21388 des Museums in Paestum.
Ebenfalls vom Maler von Würzburg wurde eine rotfigurige Lekythos bemalt, die unter anderem eine stehende Frau mit Spiegel und Tänie zeigt. Sie wendet sich einem nackten jungen Mann zu, auf dessen Schoß ein Himation liegt. Er hat einen Stab in der linken Hand und eine Tänie in der rechten. Zwischen den Figuren befindet sich oben im Hintergrund eine Punktrosette. Den Hals des Gefäßes mit der Inventarnummer 21386 schmückt ein vertikaler Zungenstab, der nach oben durch ein ionisches Kymation begrenzt ist. Die Lekythos ist 37,2 cm hoch.
Ein weiteres Werk des Malers von Würzburg ist ein 22 cm hoher Skyphos. Dargestellt ist auf der einen Seite dieses Gefäßes ein auf einer Kline sitzender, halbnackter Dionysos, der eine Eierphiale, Ei, Kranz und Tänie hält. Vor Dionysos befindet sich ein Silen vor einem Luterion. Er hält in der linken Hand einen Thyrsosstab und in der rechten ein Ei. Der Bildhintergrund ist mit drei Efeublättern geschmückt. Auf der anderen Seite des Skyphos ist eine sitzende, halbnackte Frau zu sehen, die Spiegel, Eierphiale und Kranz hält und der gegenüber ein jugendlicher Satyr vor einer Arula steht. Er hält einen blättertragenden Zweig und einen Thyrsos. Im Hintergrund des Bildes ist oben eine Girlande zu sehen, außerdem Efeublätter und Tänien. Das Gefäß hat die Inventarnummer 21390.
Eine rotfigurige Lekanis mit einer Höhe von 20 cm gehört ebenfalls zu den Grabbeigaben. Sie zeigt eine Darstellung des Eros, der in der linken Hand eine Eierphiale und einen Kranz hält und in der rechten Hand eine Tänie. Vor ihm befindet sich eine Arula. Ferner ist auf dem Gefäß eine halbnackte sitzende Frau dargestellt, die in der linken Hand ein von Eiern bekröntes Kästchen und in der rechten ein einzelnes Ei hält. Über dem Altar befindet sich im Hintergrund eine Tänie. Der Rand des Deckels ist mit einem Wellenband geschmückt, der Knauf mit zwei schwarz gefirnissten Palmetten. Das Gefäß hat die Inventarnummer 21389.
Ferner wurde den Toten eine 24 cm hohe, rotfigurige Omphalosschale mitgegeben. Auf dieser ist ein Satyr zu sehen, der einer halbnackten Frau, die sich nach ihm umschaut, einen Zweig entgegenstreckt. Die Frau hält, auf einem Felsen sitzend, einen Spiegel in der Hand. An ihrer Seite steht eine Schwimmvogel, der, nach links gewandt, seine Flügel ausbreitet. Im Omphalos ist ein Strahlenkranz zu sehen, den ein aufgemalter Punktkranz umgibt. Das Gefäß trägt die Inventarnummer 21387.
Eine weitere Grabbeigabe stellte eine 21 cm hohe Lekythos dar, die die Inventarnummer 21385 trägt.